# Estrutura social
A estrutura social refere-se à colocação e à posição de indivíduos e de grupos dentro de um sistema, partindo-se da constatação de que os membros e os grupos de uma sociedade são unidos por um sistema de relações de obrigação, isto é, por uma série de  direitos e deveres, aceitos e praticados entre si. Em outras palavras, o agrupamento de indivíduos, de acordo com as posições que resultam dos padrões essenciais de relações de obrigação, constitui a estrutura social de uma sociedade.
Radcliffe-Brown considera "como parte da estrutura social todas as relações sociais de pessoa a pessoa". Já para Morris Ginsberg, o termo estrutura se refere apenas às relações mais duradouras na sociedade. A estrutura social seria "o complexo dos principais grupos e instituições que constituem as sociedades".